# Jadid Khan Pathan
Jadid Khan Pathan (ur. 1 czerwca 1989 w Chaman) – pakistański piłkarz występujący na pozycji pomocnika. Zawodnik klubu Afghan Club.

## Kariera klubowa
Pathan karierę rozpoczął w 2003 roku w zespole Afghan Club z Pakistan Premier League.

## Kariera reprezentacyjna
W reprezentacji Pakistanu Pathan zadebiutował w 2008 roku.